# Trasporti in Guinea Equatoriale
Questa voce raccoglie le principali tipologie di Trasporti in Guinea Equatoriale.

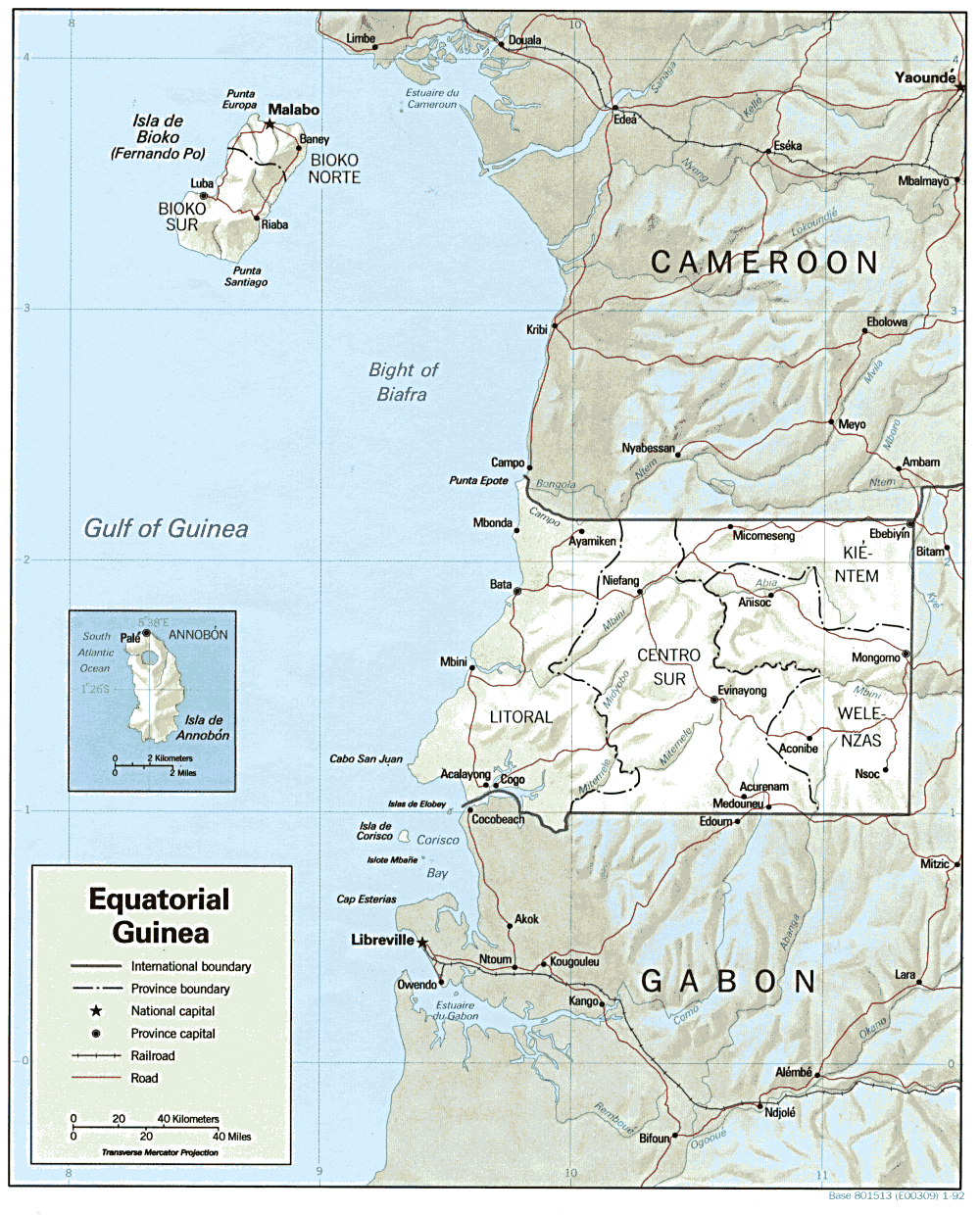
Guinea Equatoriale: carta geopolitica con rete stradale

## Trasporti su rotaia

### Rete ferroviaria
La ferrovia è inesistente nella Guinea Equatoriale.

### Reti metropolitane
Tale nazione non dispone nemmeno di sistemi di metropolitana.

### Reti tranviarie
Anche il servizio tranviario è assente.

## Trasporti su strada

### Rete stradale
Strade pubbliche: in totale 2.703 km (dati 1999)
- asfaltate: 405 km
- bianche: 2.298 km.

### Reti filoviarie
Attualmente in Guinea Equatoriale non esistono filobus. 

### Autolinee
Nella capitale, Malabo, ed in poche altre zone abitate della Guinea Equatoriale, operano aziende pubbliche e private che gestiscono i trasporti urbani, suburbani ed interurbani esercitati con autobus.

## Porti e scali
- Bata, Luba e Malabo.

## Trasporti aerei

### Aeroporti
In totale: 4 (dati 2005)
a) con piste di rullaggio pavimentate: 3
- oltre 3047 m: 0
- da 2438 a 3047 m: 1
- da 1524 a 2437 m: 1
- da 914 a 1523 m: 0
- sotto 914 m: 1

b) con piste di rullaggio non pavimentate: 1
- oltre 3047 m: 0
- da 2438 a 3047 m: 0
- da 1524 a 2437 m: 0
- da 914 a 1523 m: 0
- sotto 914 m: 1.